# Mercedes-Benz Vaneo
Mercedes Benz Vaneo je MPV vyráběné na prodloužené platformě Mercedesu A. Díky sendvičové platformě a velkému rozvoru má hodně úložného prostoru. V roce 2005 ho nahradil Mercedes-Benz B.Vyráběl se v Ludwigsfelde u Berlína. Po ukončení výroby se továrna přestavěla na výrobu modelu Sprinter.

## Motory
| Motor            | Nejvyšší rychlost | Palivo | Objem    | Výkon       | Točivý moment          | Počet ventilů | Turbo        |
| ---------------- | ----------------- | ------ | -------- | ----------- | ---------------------- | ------------- | ------------ |
| I4 1,6 60 kW     | 155 km/h          | benzín | 1598 cm³ | 60 kW       | 140 Nm při 2500 ot/min | 8             | atmosférický |
| I4 1,6 75 kW     | 167 km/h          | benzín | 1598 cm³ | 75 kW       | 102 Nm při 5250 ot/min | 8             | atmosférický |
| I4 1,7 55 kW CDI | 150 km/h          | nafta  | 1689 cm³ | 55 kW       | 160 Nm při 1500 ot/min | 16            | turbo        |
| I4 1,7 69 kW CDI | 160 km/h          | nafta  | 1689 cm³ | 69 kW 91 k  | 180 Nm při 1600 ot/min | 16            | turbo        |
| I4 1,9           | 180 km/h          | benzín | 1898 cm³ | 92 kW 125 k | 180 Nm při 4000 ot/min | 8             | atmosférický |

## Úrovně výbavy

### Základní
Trend
Family
Ambiente
Top

#### Doplňkové
Bike (cyklistika)
Snow (lyžování)
Surf(surfování)
Dog (pes)
Carry (praktik)

## Bezpečnost
Mercedes Vaneo dostal za ochranu posádky 4 hvězdičky a za ochranu chodců 2 hvězdičky.